# Astăzi s-a născut Hristos
,,Astăzi s-a născut Hristos este o colindă populară românească cântată cu ocazia Crăciunului, sărbătoarea nașterii lui Iisus Hristos. Este o colindă specifică județelor Maramureș și Banat, dar a devenit populară în întreaga țară și este una dintre cele mai iubite colinde românești.

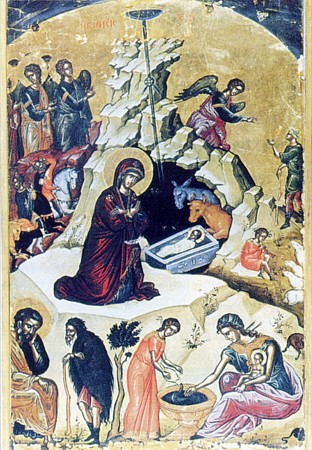
Nașterea Domnului (icoană în Biserică)

## Versuri și semnificație
Colinda are ca temă centrală celebrarea nașterii lui Iisus Hristos. Versurile descriu scena nașterii lui Iisus în Betleem, menționând elemente caracteristice precum Fecioara Maria și aspecte ale naturii. Accentul principal se pune pe bucuria și minunea asociate cu venirea pe lume a lui Iisus Hristos. Colinda transmite un mesaj de speranță, mântuire și iubire, specific spiritului Crăciunului.

## Tradiții și obiceiuri
"Astăzi s-a născut Hristos" este o colindă tradițională românească, cântată cu precădere de colindători în perioada Crăciunului. Colindătorii sunt adesea îmbrăcați în costume tradiționale și poartă stele sau alte simboluri ale Crăciunului. Colindatul este o modalitate importantă de a celebra Crăciunul în România și de a consolida spiritul comunitar.

## Importanța culturală
Colinda este importantă din punct de vedere cultural, făcând parte din folclorul românesc de secole. Este un simbol al Crăciunului și al credinței creștine, și o modalitate de a celebra bucuria și speranța asociate cu această sărbătoare. Colinda este apreciată pentru frumusețea sa melodică și versurile sale simple și sincere, și continuă să fie cântată și apreciată de generații de români.